# 姚賡唐
姚賡唐（？—？），河南洛陽人，清朝政治人物、進士出身。

## 生平
順治三年，登進士。順治四年，擔任山西介休縣知縣。